# Borough of Medway
Das Borough of Medway ist eine selbständige Verwaltungseinheit (Unitary Authority) im Südosten Englands. Sie wurde 1998 aus den Distrikten Gillingham und Rochester-upon-Medway der Grafschaft Kent gebildet. Medway liegt in der Region South East England.
Zum Gebiet von Medway gehören die Medway Towns, ein urbanisiertes Gebiet, das aus den beidseits des Flusses Medway liegenden Städten Chatham, Gillingham und Rochester in Kent entstanden ist.

## Geschichte
Das Gebiet ist Standort der kleinen Gruppe der so genannten „Medway chambered tombs“, einer Sorte von Megalithanlagen oder „Stone chambers“, die nur in Derbyshire und Kent vertreten ist. Die Medway genannte Gegend blickt auf eine lange und wechselvolle Geschichte; es wurde zunächst von Rochester beherrscht, später von den militärischen Einrichtungen in Chatham. Rochester wurde von den Römern an einer schon zur Eisenzeit besiedelten Stelle gegründet, um die Kreuzung der römischen Straße Watling Street mit dem Fluss Medway kontrollieren zu können. Die erste Kathedrale wurde im frühen siebten Jahrhundert gebaut.
Im 16. Jahrhundert nahm die Royal Navy einen Marinestützpunkt, den Chatham Dockyard, in Betrieb, den sie bis 1984 nutzte. Die Werft wurde von mehreren Festungen geschützt (u. a. Fort Amherst, Fort Pitt, Fort Borstal und Fort Bridgewoods; siehe auch: Lagekarte unter Weblinks). Hier wurde Britanniens berühmtestes Schiff, die Victory, das Flaggschiff von Admiral Nelson, gebaut.
1974 entstanden im Zuge einer Verwaltungsreform Rochester-upon-Medway und der Bezirk Gillingham. Diese wurden 1998 zum Borough of Medway vereinigt. Der City-Status von Rochester-upon-Medway wurde dabei weder erhalten noch auf die neue Verwaltungseinheit übertragen und ging somit verloren.
2000 und 2002 bemühte sich die Verwaltung vergeblich darum, den Status einer City erneut zu erhalten.

## Orte
- Chatham
- Gillingham
- Rochester
- Strood
- Hoo St. Werburgh